# Eucyclops sublaevis
Eucyclops sublaevis is een eenoogkreeftjessoort uit de familie van de Cyclopidae. De wetenschappelijke naam van de soort werd in 1927 voor het eerst geldig gepubliceerd door Georg Ossian Sars.